# Bidarahosahalli, Maddur
Bidarahosahalli là một làng thuộc tehsil Maddur, huyện Mandya, bang Karnataka, Ấn Độ.